# Olybrius (Konsul 526)
Flavius (Anicius) Olybrius war ein römischer Senator und Patricius des 6. Jahrhunderts n. Chr.
Olybrius gehörte der einflussreichen Familie der Anicier an. Im Jahr 526 bekleidete Olybrius das Konsulat, welches er alleine ausübte.
Olybrius war in Rom, als der ostgotische König Totila die Stadt während der Gotenkriege im Jahr 546 eroberte. Zusammen mit anderen Senatoren suchte er Zuflucht im Petersdom. Das weitere Schicksal von Olybrius ist unklar. Es könnte sein, dass er mit Maximus und weiteren Senatoren, mit denen er im Petersdom Zuflucht gesucht hatte, gefangen genommen und nach Kampanien gebracht wurde. Diese wurden dort nach dem Tod Totilas und der Eroberung Roms durch Narses im Jahr 552 von erzürnten Goten getötet. Prokopios erwähnt ihn allerdings nicht unter den gefangenen Senatoren.